# Atzenbrugg
Atzenbrugg ist eine österreichische Marktgemeinde im Bezirk Tulln in Niederösterreich mit 3493 Einwohnern (Stand 1. Jänner 2025).

## Geografie
Atzenbrugg liegt im Tal der Perschling, wo diese in das Tullnerfeld hinaustritt. Die Bezirkshauptstadt Tulln ist 18 Straßenkilometer entfernt. Das Tullnerfeld liegt rund 180 Meter über dem Meer. Nach Westen steigt das Land Richtung Reidlingberg auf 300 Meter an.
Die Fläche der Marktgemeinde umfasst 25,98 Quadratkilometer. Davon sind 73 Prozent landwirtschaftliche Nutzfläche, 5 Prozent Gärten, 3 Prozent Weingärten und 5 Prozent sind bewaldet.

### Gemeindegliederung

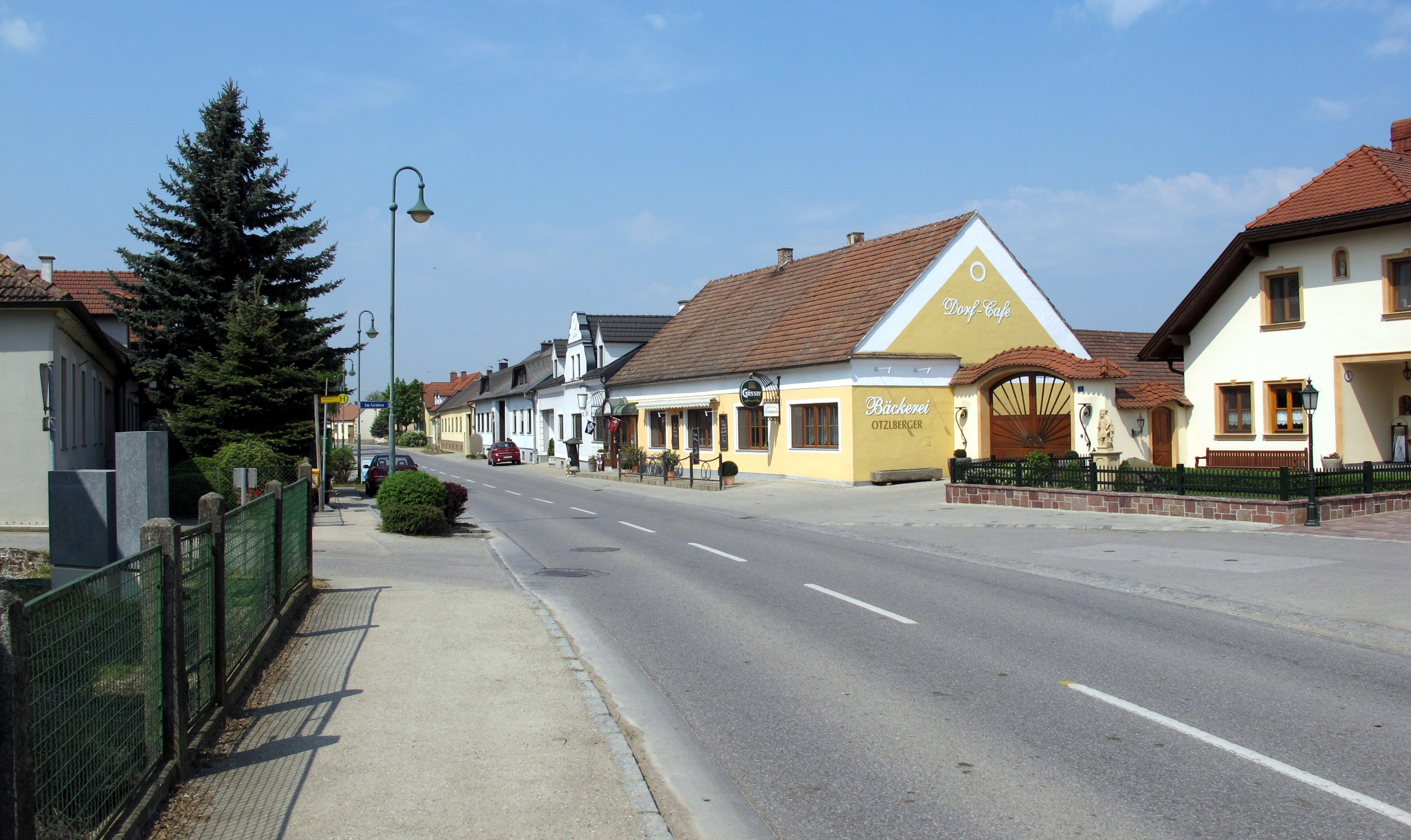
Hauptstraße in Trasdorf

Das Gemeindegebiet umfasst folgende neun Ortschaften (in Klammern Einwohnerzahl Stand 1. Jänner 2025):
- Atzenbrugg (718)
- Ebersdorf (67)
- Heiligeneich (1477)
- Hütteldorf (114)
- Moosbierbaum (281)
- Tautendorf (87)
- Trasdorf (628)
- Watzendorf (54)
- Weinzierl (67)

Die Gemeinde besteht aus den Katastralgemeinden Atzenbrugg, Ebersdorf, Hütteldorf, Moosbierbaum, Tautendorf, Trasdorf und Weinzierl bei Atzenbrugg.

### Nachbargemeinden
|                     | Zwentendorf an der Donau                    |              |
| Sitzenberg-Reidling | Kompassrose, die auf Nachbargemeinden zeigt | Michelhausen |
| Perschling (PL)     | Würmla                                      |              |

## Geschichte
Nach dem Kuenringer Azzo benannt, der hier im 12. Jahrhundert die erste Brücke über die „reißende“ Perschling geschlagen hat. Nach dem Aussterben der Kuenringer gingen die Besitzungen an das Stift Melk und war eine Zeit lang durchaus eine gefragte Gegend, wovon zwei Schlösser (eines ein Jagdschloss der Kaiserin Maria Theresia) zeugen.
Auch Franz Schubert wohnte und komponierte während einiger sommerlicher Aufenthalte um die Jahre 1820 im Schloss Atzenbrugg, weshalb heutzutage dort sog. Schubertiaden abgehalten werden (berühmte Künstler der klassischen Musik spielen Musik von Schubert und anderen Musikern).
Laut Adressbuch von Österreich waren im Jahr 1938 in der Ortsgemeinde Atzenbrugg ein Tierarzt, ein Verkehrsunternehmer, zwei Bäcker, ein Brennwarenhändler, ein Fleischer, ein Gärtner, zwei Gastwirte, drei Gemischtwarenhändler, zwei Hebammen, ein Landesproduktehändler, ein Müller, ein Schmied, zwei Schneider und eine Schneiderin, ein Schuster, ein Trafikant, ein Tischler, ein Viehhändler, ein Viktualienhändler, ein Wagner und  mehrere Landwirte ansässig. Weiters gab es im Ort eine Elektrobauanstalt, ein Kaffeehaus, eine Sparkasse und eine Viehzuchtgenossenschaft.
In Moosbierbaum war bis zum Ende des Zweiten Weltkrieges ein bedeutender chemischer Betrieb, das Hydrierwerk Moosbierbaum, wo während des Krieges auch sehr viele Zwangsarbeiter aus dem Arbeitserziehungslager, das in der Zeit von Juli bis Oktober 1944 bestand, eingesetzt waren. Politische Häftlinge, welche als Arbeiter eingesetzt wurde, gründeten im Hydrierwerk 1944 die Widerstandsgruppe Österreichische Freiheitsfront.
Bis vor wenigen Jahrzehnten noch Gerichtsstandort, hat der Ort heute eher nur noch geschichtliche und kulturelle Bedeutung.

### Einwohnerentwicklung
| Atzenbrugg: Einwohnerzahlen von 1869 bis 2025       | Atzenbrugg: Einwohnerzahlen von 1869 bis 2025 | Atzenbrugg: Einwohnerzahlen von 1869 bis 2025 | Atzenbrugg: Einwohnerzahlen von 1869 bis 2025 | Atzenbrugg: Einwohnerzahlen von 1869 bis 2025 |
| --------------------------------------------------- | --------------------------------------------- | --------------------------------------------- | --------------------------------------------- | --------------------------------------------- |
| Jahr                                                |                                               |                                               |                                               | Einwohner                                     |
| 1869                                                | 1869                                          |                                               | 1.962                                         | 1.962                                         |
| 1880                                                | 1880                                          |                                               | 2.073                                         | 2.073                                         |
| 1890                                                | 1890                                          |                                               | 2.064                                         | 2.064                                         |
| 1900                                                | 1900                                          |                                               | 2.046                                         | 2.046                                         |
| 1910                                                | 1910                                          |                                               | 2.059                                         | 2.059                                         |
| 1923                                                | 1923                                          |                                               | 2.390                                         | 2.390                                         |
| 1934                                                | 1934                                          |                                               | 2.554                                         | 2.554                                         |
| 1939                                                | 1939                                          |                                               | 2.351                                         | 2.351                                         |
| 1951                                                | 1951                                          |                                               | 2.320                                         | 2.320                                         |
| 1961                                                | 1961                                          |                                               | 2.271                                         | 2.271                                         |
| 1971                                                | 1971                                          |                                               | 2.295                                         | 2.295                                         |
| 1981                                                | 1981                                          |                                               | 2.245                                         | 2.245                                         |
| 1991                                                | 1991                                          |                                               | 2.322                                         | 2.322                                         |
| 2001                                                | 2001                                          |                                               | 2.497                                         | 2.497                                         |
| 2011                                                | 2011                                          |                                               | 2.600                                         | 2.600                                         |
| 2021                                                | 2021                                          |                                               | 3.183                                         | 3.183                                         |
| 2025                                                | 2025                                          |                                               | 3.493                                         | 3.493                                         |
| Quelle(n): Statistik Austria, Gebietsstand 1.1.2021 |                                               |                                               |                                               |                                               |

## Kultur und Sehenswürdigkeiten

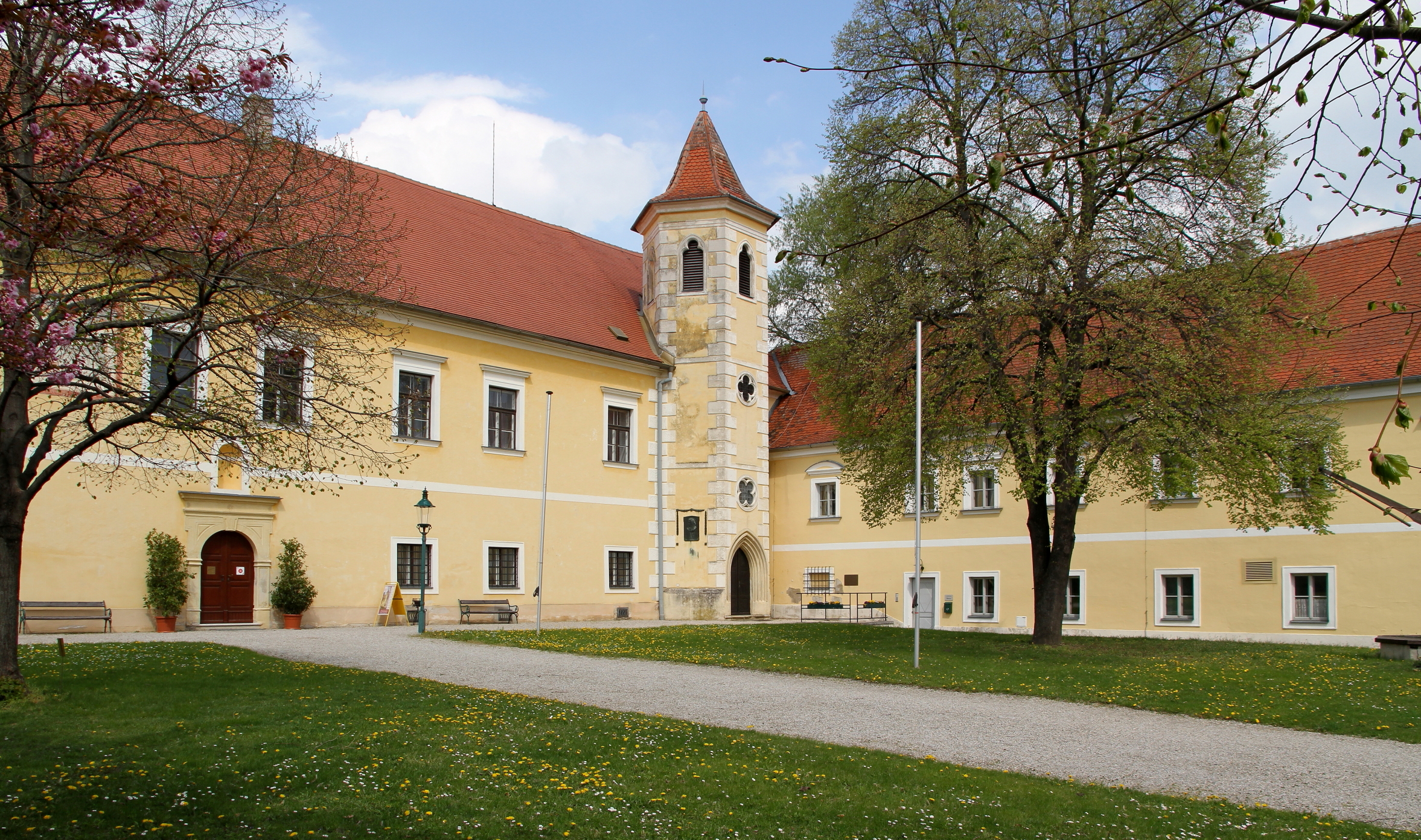
Schloss Atzenbrugg

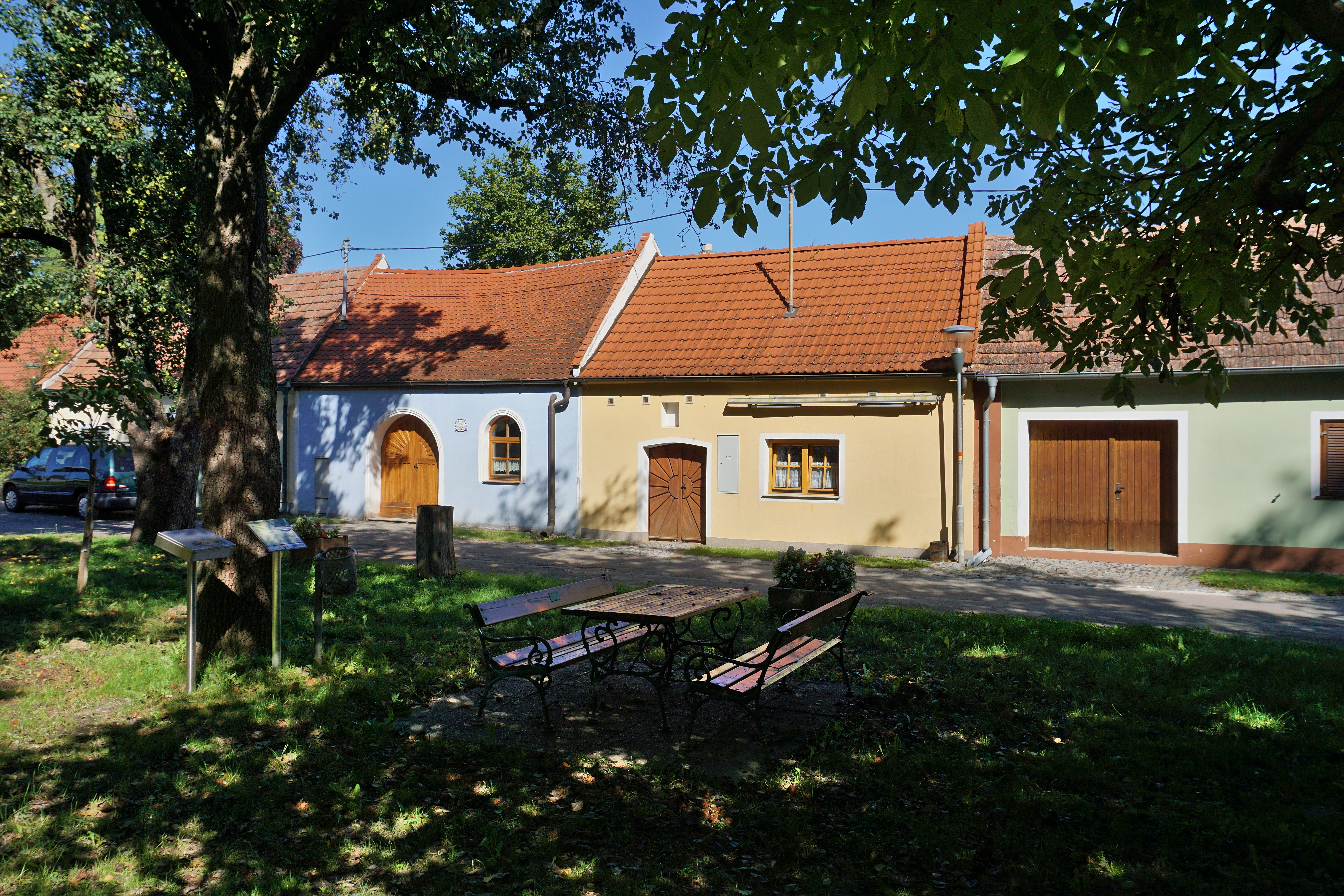
Kellergasse Moosbierbaum

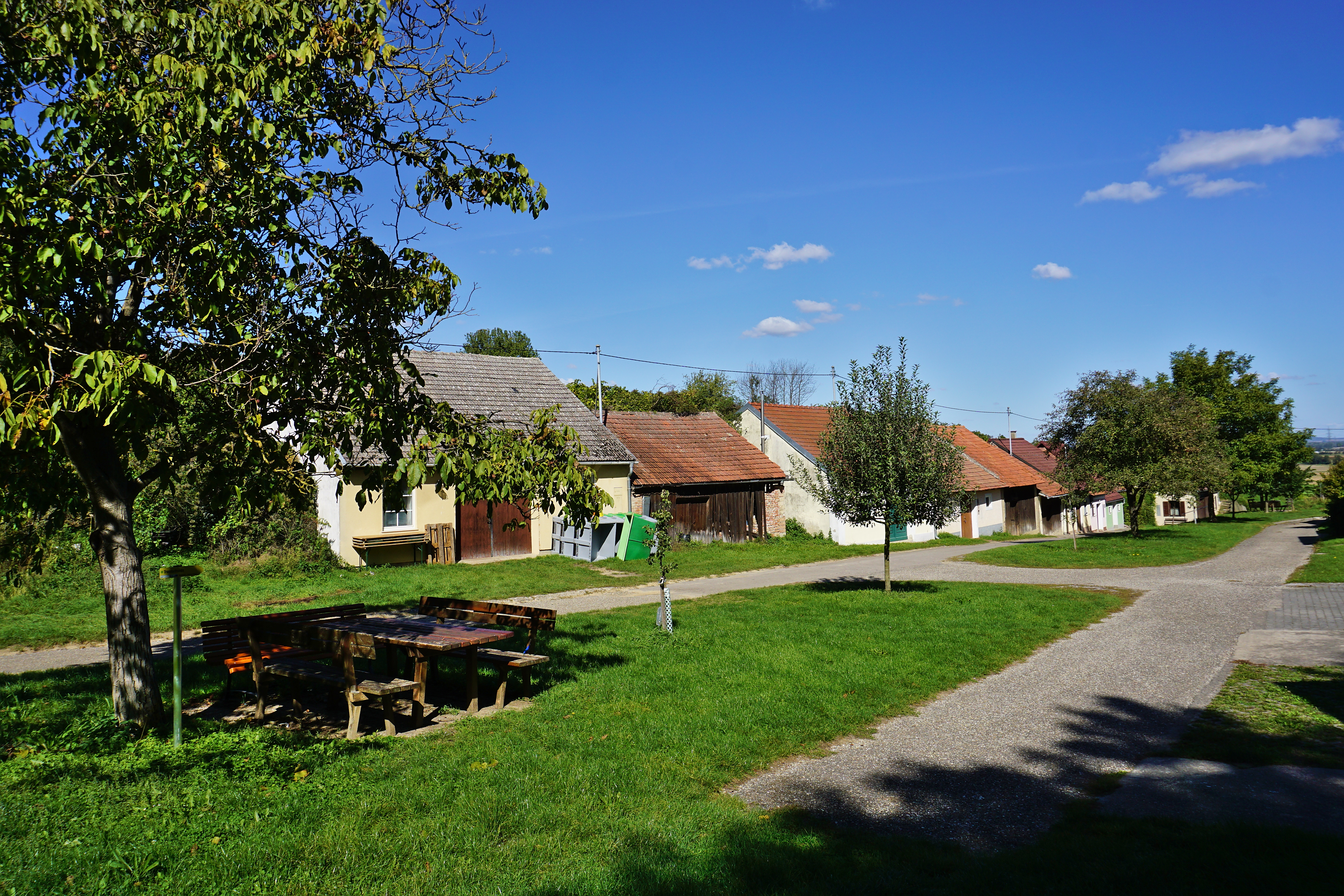
Kellergasse Steingraben in Trasdorf

- Schloss Atzenbrugg: Ehemaliges Landschloss. Die Baugeschichte des Schlosses reicht bis in das frühe 12. Jahrhundert. Heute befindet sich im Schloss eine Gedenkstätte und ein Museum zum Leben und Werk des Komponisten Franz Schubert.
- Katholische Pfarrkirche Heiligeneich Hll. Philippus und Jakobus: Gotische Vorgängerkirche aus dem 14. Jahrhundert. Josephinische dreischiffige Basilika mit Fresken von Joseph Adam Ritter von Mölk.
- Türkenkreuz: Der Legende nach flüchteten im August 1683 die Einwohner Hütteldorfs vor dem herannahenden Türkenheer in Erdhöhlen im Markgraben. Die Türken bemerkten durch einen Hahnenschrei dieses Versteck und ermordeten die meisten Flüchtlinge. Lediglich ein alter kranker Mann überlebte, da er im Ort verblieb. Nach einem Regen floss das Blut der Opfer über zwei Hohlwege zur Straße, die Hütteldorf mit Heiligeneich verbindet. Zur Erinnerung stehen dort ein rotes und ein schwarzes Kreuz. Seit 1983 gibt es das Türkenkreuz im Markgraben anlässlich der 300-jährigen Wiederkehr der Türkennot.
- Diamond Country Club: Golfclub am ehemaligen Industriegelände mit Restaurant und Unterkunft in Moosbierbaum, wo jährlich auch Turniere ausgetragen werden.
- Kellergassen: Im Gemeindegebiet finden sich schöne Kellergassen, so zum Beispiel in Trasdorf und Moosbierbaum. In jeder in Moosbierbaum findet alljährlich das von der Freiwilligen Feuerwehr veranstaltete Kellergassenfest statt.
- Heuriger: In der Gemeinde finden sich viele Bauern, die regelmäßig Heuriger veranstalten, die ein beliebter Treffpunkt für die Gemeindebürger sind.

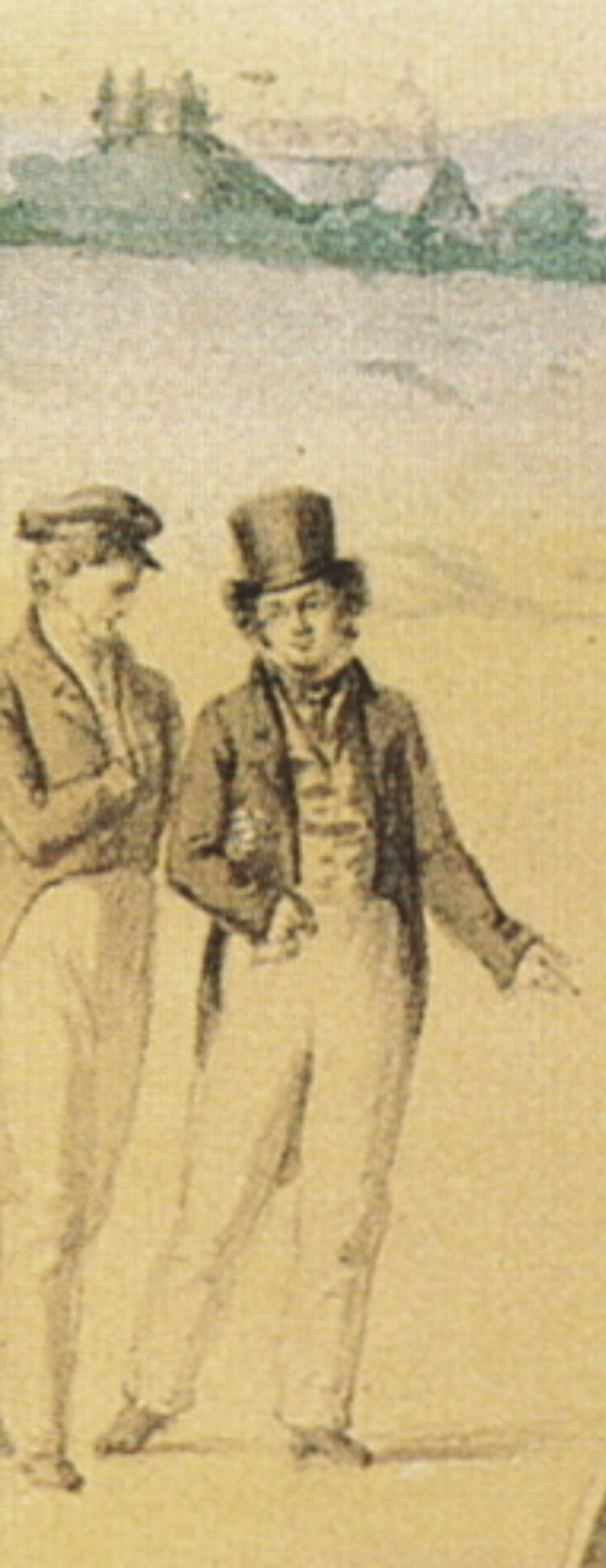
Franz Schubert und Leopold Kupelwieser in dessen Aquarell Landpartie der Schubertianer von Atzenbrugg nach Aumühl (Detail), 1820, Wien Museum.

### Regelmäßige Veranstaltungen
- Atzenbrugger Advent: Im Schloss Atzenbrugg findet alle zwei Jahre ein Adventmarkt mit Krippenausstellung statt.
- Schubertiade: Während der Monate Mai, Juni und September finden im Schubert-Saal im Schloss Atzenbrugg Schubertiaden statt.
- Kellergassenfest in Moosbierbaum: Im Juli findet alljährlich das von der Freiwilligen Feuerwehr Heiligeneich veranstaltete Kellergassenfest statt.
- Zeltfest der Feuerwehr Atzenbrugg: Im Frühling findet jährlich das Zeltfest mit Clubbing und diversen Attraktionen für Kinder statt.
- Feuerwehrfest der Feuerwehr Trasdorf: Am Pfingstwochenende von Samstag bis Montag findet das Zeltfest jährlich statt. Am Sonntagabend werden diverse Preise verlost, gesponsert meist von regionalen Unternehmen. Der Erlös der Lose geht an die Feuerwehr Trasdorf.

## Wirtschaft und Infrastruktur
Nichtlandwirtschaftliche Arbeitsstätten gab es im Jahr 2001 93, land- und forstwirtschaftliche Betriebe nach der Erhebung 1999 99. Die Zahl der Erwerbstätigen am Wohnort betrug nach der Volkszählung 2001 1159. Die Erwerbsquote lag 2001 bei 47,65 Prozent.

### Bildung
In der Gemeinde gibt es eine Volksschule, eine Privatschule und eine Mittelschule. 2020 hat in Heiligeneich eine Bücherei eröffnet.

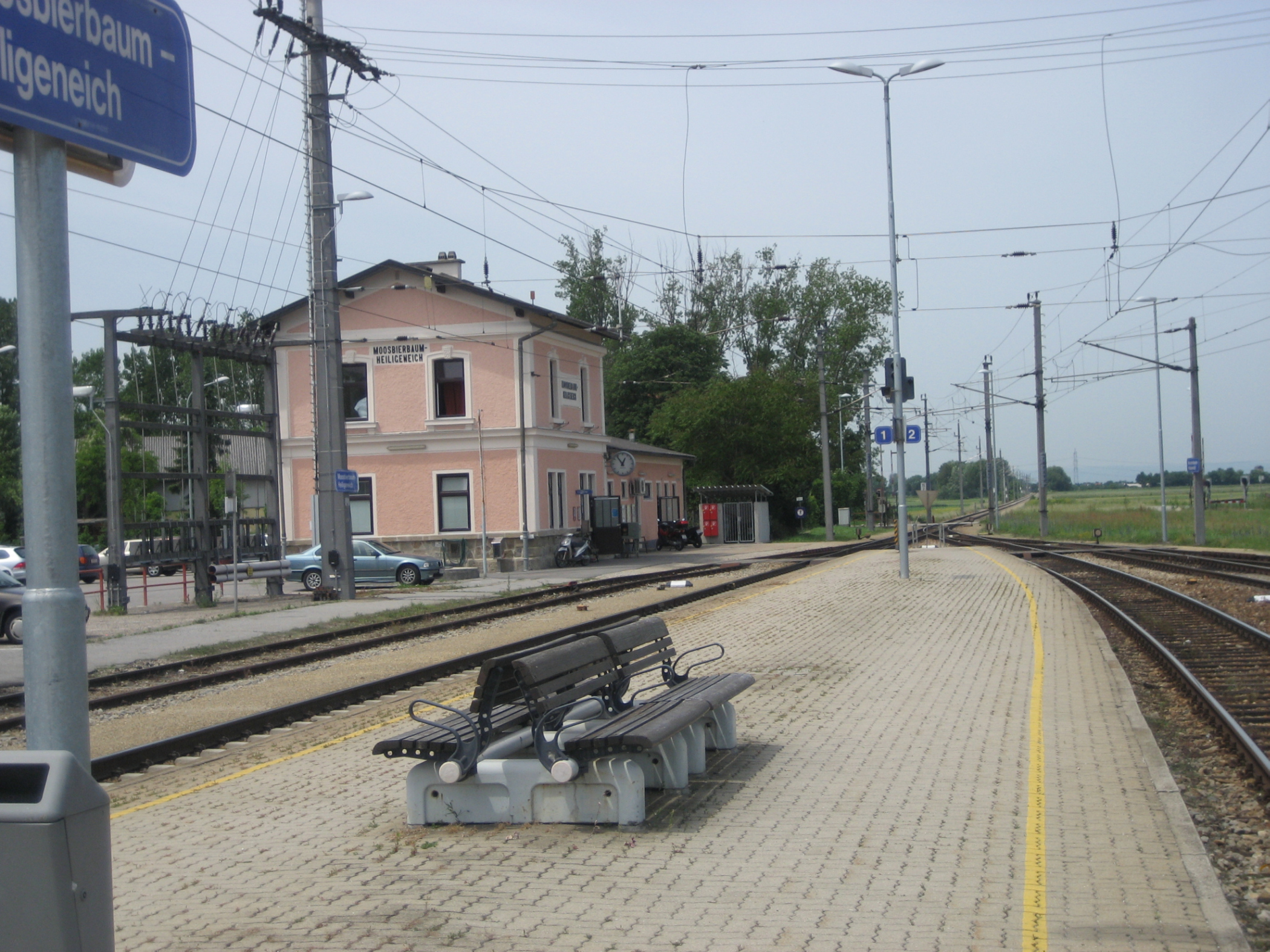
Bahnhof Moosbierbaum-Heiligeneich

### Verkehr
- Bahn: Die Gemeinde beheimatet insgesamt zwei Haltestellen – Atzenbrugg und Trasdorf – sowie einen Bahnhof – Moosbierbaum-Heiligeneich – an der Tullnerfelder Bahn, die an die Schnellbahnlinie S40 des Verkehrsverbund Ost-Region (VOR) angeschlossen sind. Von dort kann stündlich (in der Früh teilweise auch halbstündlich) nach Wien Franz-Josefs-Bahnhof, beziehungsweise St. Pölten Hauptbahnhof gereist werden.[7] Der Bahnhof Tullnerfeld kann öffentlich mit Bus und Bahn erreicht werden.

### Gesundheit
- In Atzenbrugg-Heiligeneich ist eine Dienststelle des Roten Kreuzes beheimatet.[8]
- Die Gemeinde hat eine praktische Ärztin und einen Zahnarzt, sowie eine Apotheke, Tierärztin und mehrere Therapeuten.

### Vereine
- Drei Freiwillige Feuerwehren in Heiligeneich, Atzenbrugg und Trasdorf.
- Dorf- und Kulturvereine der einzelnen Ortschaften, Faschingsgilden, Fußballverein, Modellsportclub Albatros Tulln-Atzenbrugg, Blasmusik Heiligeneich, Schachclub Moosbierbaum, Union Tennisclub Atzenbrugg-Heiligeneich, Union Turnverein Atzenbrugg-Heiligeneich, Wander- und Freizeitverein Atzenbrugg, Weinbauverein Trasdorf-Atzenbrugg.
- Jugendvereine: Pfadfindergruppe Atzenbrugg-Heiligeneich, Landjugend Heiligeneich sowie die Feuerwehrjugend der Freiwilligen Feuerwehr Atzenbrugg und die LAN Entertainment Group Austria (LEGA).

### Sport
- Golf: Auf der Golfanlage in Atzenbrugg werden seit 2011 die Austrian Golf Open ausgetragen.
- Fußball: Der USV Atzenbrugg/Heiligeneich spielt derzeit in der 1. Klasse NMW des NÖFB, die Sportanlage befindet sich in Heiligeneich.
- Tennis: Auf der Tennisanlage des UTC Atzenbrugg/Heiligeneich wird sowohl Meisterschaft gespielt, als auch Tennis Breitensport angeboten.

### Sonstiges
Im Zentrum Heiligeneich gibt es mehrere Geschäfte und einen Frisörsalon des hier geborenen Peter Schaider. Außerdem gibt es eine Pfarre mit der Kirche in Heiligeneich, in denen Malereien vom Wiener K.K. Hof- und Kammermaler Joseph Adam Ritter von Mölk erhalten sind, und mehreren Kapellen, Wegkreuze und Materl in der Gemeinde.

## Politik

### Gemeinderat
| Der Gemeinderat hat 21 Mitglieder. - Mit den Gemeinderatswahlen in Niederösterreich 1990 hatte der Gemeinderat folgende Verteilung: 16 ÖVP und 5 SPÖ. - Mit den Gemeinderatswahlen in Niederösterreich 1995 hatte der Gemeinderat folgende Verteilung: 13 ÖVP, 4 SPÖ und 4 FPÖ. - Mit den Gemeinderatswahlen in Niederösterreich 2000 hatte der Gemeinderat folgende Verteilung: 14 ÖVP, 5 SPÖ und 2 FPÖ. - Mit den Gemeinderatswahlen in Niederösterreich 2005 hatte der Gemeinderat folgende Verteilung: 15 ÖVP, 5 SPÖ und 1 FPÖ. - Mit den Gemeinderatswahlen in Niederösterreich 2010 hatte der Gemeinderat folgende Verteilung: 16 ÖVP und 5 SPÖ. - Mit den Gemeinderatswahlen in Niederösterreich 2015 hatte der Gemeinderat folgende Verteilung: 17 ÖVP und 4 SPÖ. - Mit den Gemeinderatswahlen in Niederösterreich 2020 hat der Gemeinderat folgende Verteilung: 16 ÖVP und 5 SPÖ. - Mit den Gemeinderatswahlen in Niederösterreich 2025 hat der Gemeinderat folgende Verteilung: 12 ÖVP und 6 FPÖ und 5 SPÖ. | Die zur Anzeige dieser Grafik verwendete Erweiterung wurde dauerhaft deaktiviert. Wir arbeiten aktuell daran, diese und weitere betroffene Grafiken auf ein neues Format umzustellen. (Mehr dazu) |

### Bürgermeister
- bis 2009 Leopold Schmatz (ÖVP)
- 2009–2019 Ferdinand Ziegler (ÖVP)
- seit 2019 Beate Jilch (ÖVP)[16]

### Wappen
Das gevierte Wappen zeigt im ersten und vierten Feld einen silber-roten Neunschacht und sonst Schwarz.

## Persönlichkeiten

### Söhne und Töchter der Gemeinde
- Matthias Eisterer (1849–1919), österreichischer Geistlicher, Redakteur und Reiseschriftsteller
- Hilde Rössel-Majdan (1921–2010), österreichische Opernsängerin
- Friedrich Schachner (1841–1907), österreichischer Architekt
- Peter Schaider (* 1959), Immobilienentwickler, Friseur, Besitzer des Auhof-Centers
- Karl Straßmayr (1897–1945), Abgeordneter zum Landtag von Niederösterreich, Mitglied des Reichstags und SA-Oberführer